# خیابان تاکه‌شیتا

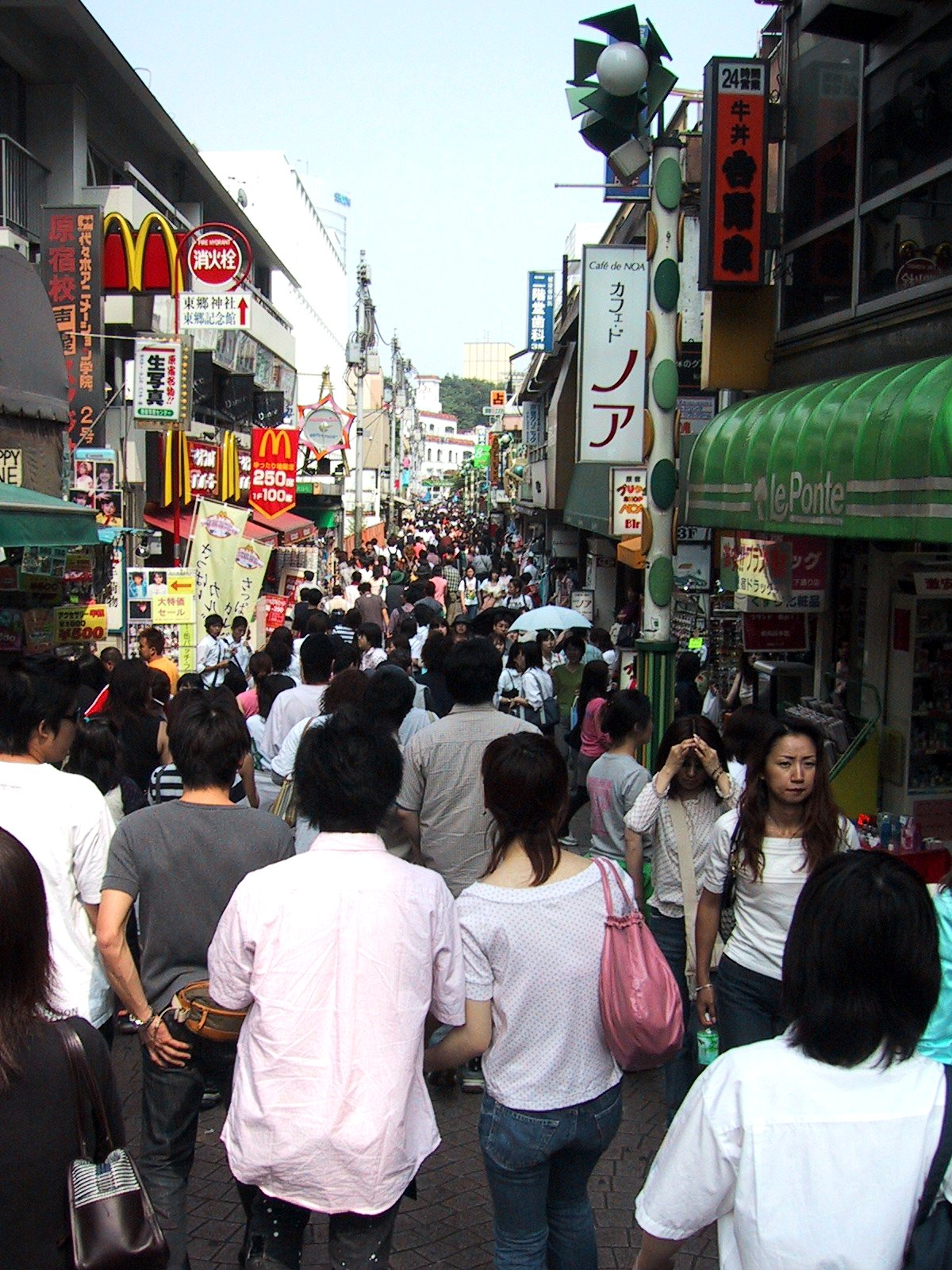
خیابان تاکه‌شیتا در هاراجوکو

خیابان تاکه‌شیتا (به ژاپنی: 竹下通り Take shita) خیابان و مرکزی خریدی است که در منطقهٔ شیبویا، محلهٔ هاراجوکو در توکیو پایتخت ژاپن واقع شده‌است. طول این خیابان در حدود ۳۵۰ متر است و هر روز از ساعت ۱۱ صبح تا ۶ بعدازظهر بر روی عبور وسایل نقلیه بسته می‌شود. 

## دسترسی
- ■ خط جی آر، خط یامانوته، ایستگاه هاراجوکو
- متروی توکیو، خط چیودا، ایستگاه میجی گایئن مائه
- متروی توکیو، خط فوکوتوشین، ایستگاه میجی گایئن مائه
- متروی توکیو، خط گینزا، ایستگاه اوموته‌ساندو
- متروی توکیو، خط هانزومون، ایستگاه اوموته‌ساندو

## نگارخانه

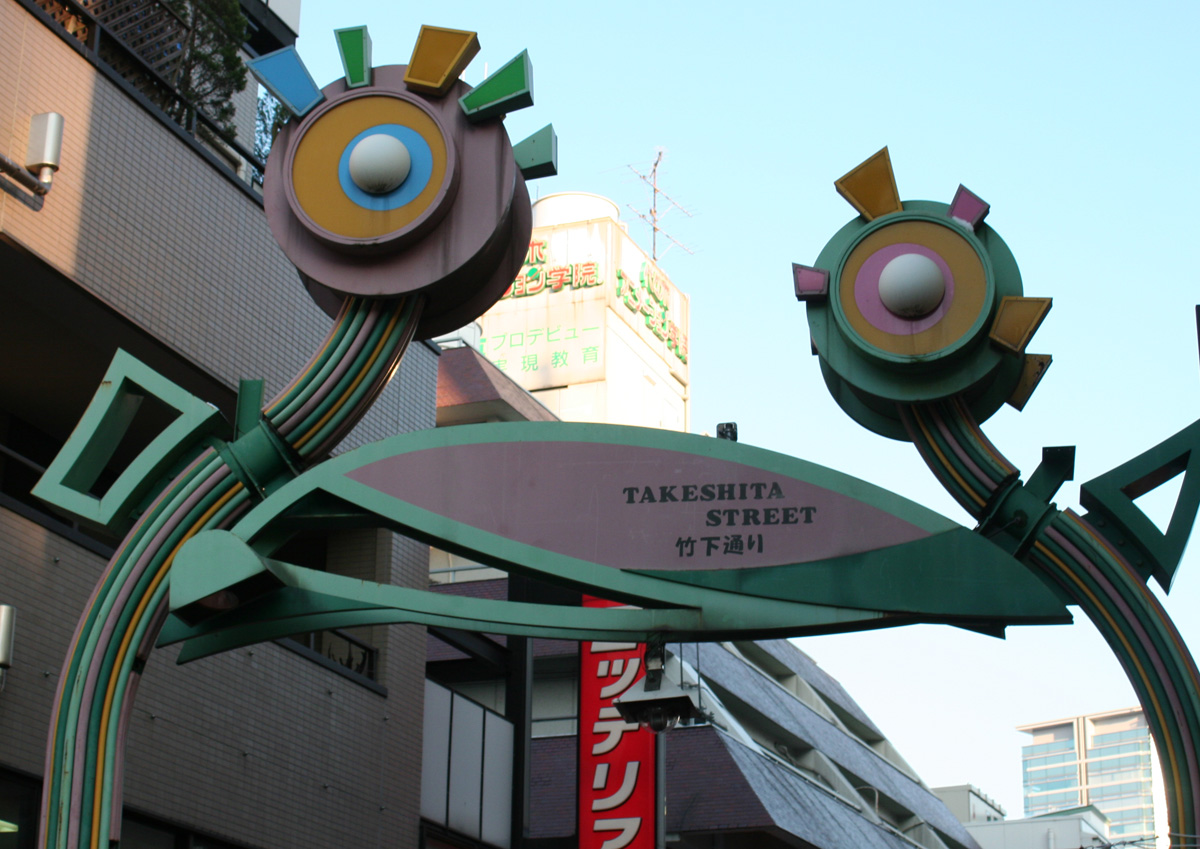
ورودی خیابان تاکه‌شیتا
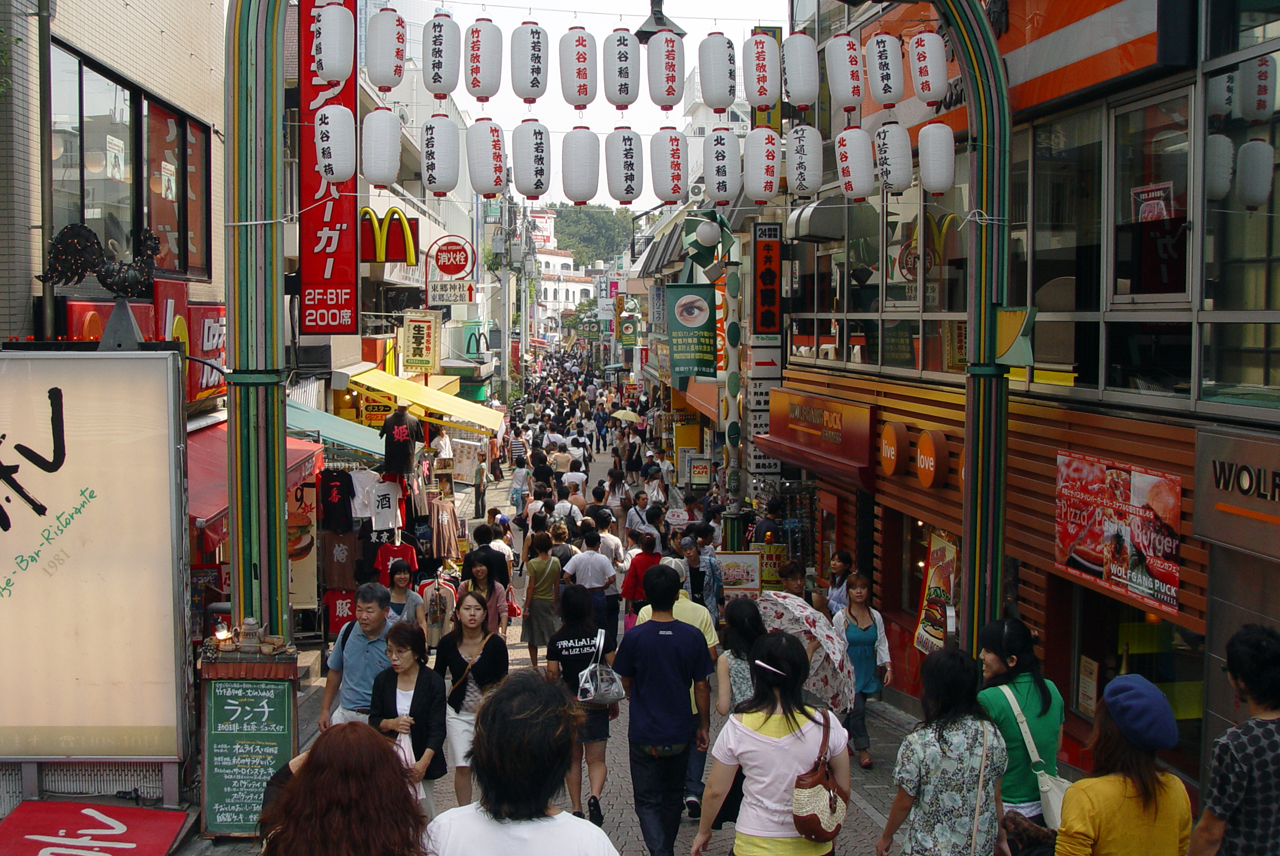
خیابان تاکه‌شیتا